# Смугаста котяча акула
Смугаста котяча акула (Proscyllium) — рід акул родини Смугасті котячі акули. Має 3 види.

## Опис
Загальна довжина представників цього роду коливається від 49 до 65 см. Голова коротка, сплощена. Морда округла. Очі великі з мигальною перетинкою. За ними розташовані невеличкі бризкальця. Носові клапани відносно великі й майже досягають рота. Губна борозна дуже коротка. Рот широкий. Зуби маленькі, у деяких видів стирчать з-під закритого рота. З боків щелеп зуби гребенеподібні. У неї 5 пар коротких зябрових щілин. Тулуб стрункий, подовжений. Грудні плавці широкі, округлі на кінці. Має 2 однакових спинних плавця, з яких перший трохи перевищує другий. Перший спинний плавець розташовано позаду грудних плавці, задні — дещо позаду анального. Хвостовий плавець довгий, вузький, гетероцеркальний, верхня лопать більш розвинена ніж нижня.
Забарвлення спини та боків темних кольорів, по яких розкидані плямочки й цяточки, що створюють своєрідний малюнок. Плями переходять також на плавці. Черево має білуватий або попелясто-білий, сіруватий колір.

## Спосіб життя
Тримаються на глибинах від 50 до 150 м, біля континентального й острівного шельфу. Полюють переважно біля дна, є бентофагами. Живляться дрібною костистою рибою, головоногими молюсками, ракоподібними.
Це яйцеживородні акули.
Не становлять загрози для людини.

## Розповсюдження
Мешкають від Японії до В'єтнаму, біля Великих Зондських островів, в Андаманському морі.

## Види
- Proscyllium habereri  Hilgendorf, 1904
- Proscyllium magnificum  Last & Vongpanich, 2004
- Proscyllium venustum  (Tanaka, 1912)